# Guy Bourdin
Pour les articles homonymes, voir Bourdin.
Guy Bourdin, né Guy Louis Banarès le 2 décembre 1928 à Paris et mort dans la même ville le 29 mars 1991 est un peintre et photographe français de mode et de publicité.

## Biographie
(août 2022).

### Enfance et jeunesse
Né Guy Louis Banarès, Guy Bourdin est adopté en 1929 par Maurice Désiré Bourdin qui l'élève avec l'aide de sa mère, Marguerite Legay. Celle-ci quitte son père alors qu’il est jeune enfant. Celui-ci se remarie quelques années plus tard et le garçon est placé dans un internat où il reste cinq ans avant d’être pris en charge par sa grand-mère paternelle. Il passe son enfance entre Paris et la Normandie. Lorsqu'il a 15 ans, naît son demi-frère Michel avec qui il entretient des relations cordiales jusqu’aux années où, accablé par une suite de drames personnels, il tend à rompre des relations anciennes qui l’attachent aux périodes de sa vie devenues des souvenirs lourds à porter mais qu’il met en scène dans son travail.

### Débuts
Guy Bourdin est formé à la photographie durant son service militaire, passé dans l'armée de l'air à Dakar, Sénégal (1948–1949).
En 1950, retourné à la vie civile, sa première exposition de dessins et peintures a lieu à la Galerie, rue de Bourgogne à Paris.
En 1951, après plusieurs tentatives, il rencontre le peintre et photographe Man Ray qui rédige la préface du catalogue de sa première exposition de photographies rue de Seine à Paris en 1952.
En 1953, il expose à nouveau ses photographies de paysages sous le pseudonyme d'Edwin Allan à la galerie Huit à Paris, et en 1954, il expose à nouveau ses dessins à la galerie de Beaune, rue de Beaune à Paris. La même année, il participe à C.S. Association UK - expositions itinérantes, en 1954-1955 et 1955-1957, toutes deux exposées à la Whitechapel Art Gallery de Londres.
En 1955, il expose des dessins à la galerie des Amis des Arts, et des peintures à la galerie Charpentier à Paris. La galerie de Seine expose ses dessins en 1956 à Paris, et la Peter Deitsch Gallery présente ses peintures et dessins en 1957 à New York.

### Collaborations aux magazines de mode
Bourdin est encouragé en début de carrière par Michel de Brunhoff, rédacteur en chef de Vogue France, mais ses premières photographies de mode sont publiées dans le numéro de février 1955 de Vogue France, alors dirigé par Edmonde Charles-Roux. « Il avait l'air d'un écolier » raconte Charles-Roux, frappée par les images qu'il lui avait présenté : « C'était des hommes et des femmes nus, montrant seulement leur dos ou leur postérieur à la caméra, assis. […] Le sujet choisi était loin de ce qui aurait pu nous intéresser à Vogue », mais la qualité du travail était « exceptionnelle ». Sa première série de mode est un sujet sur les chapeaux, la première image présentait un chapeau Balenciaga avec un petit voile, Charles-Roux se souvient : « Sous la voilette, sur le visage du modèle, il y avait une mouche. Ou une abeille, je crois. Elle était morte mais avait l'air bien vivante. » Dans un extrait de l'émission radiophonique Un certain regard (1967), Bourdin commente ainsi le choix de cet « accessoire » : « La beauté attire les mouches comme une charogne. » D'autres images sont prises dans une boucherie, le modèle et son chapeau posant devant des têtes de veaux avec la langue pendante. Bourdin travaillera pour le magazine jusqu'en 1987. Il entame sa collaboration avec Vogue Italia en 1972 et avec le Vogue britannique en 1974.
En 1957, il réalise sa première série pour Harper's Bazaar et ses images sont publiées dans le magazine Photo, qui vient de voir le jour. C'est pour l'édition italienne du magazine qu'il réalise sa dernière série de mode en 1991.
En réalisant des photographies destinées à être publiées, le photographe s'adapte aux contraintes d'édition sans renoncer à la perfection de l'image qu'il offre aux lecteurs.
- 1955-1987 : contrat avec l'édition française du magazine Vogue.
- 1957 : première série de mode pour Harper's Bazaar et Photo.
- 1972 : première série de mode pour Vogue Italia.
- 1974 : première série de mode pour Vogue britannique.
- 1977 : première série de mode pour Vogue Hommes et 20 Ans.
- 1981 : première série de mode pour Linea Italiana.
- 1987 : première série de mode pour The Best.

### Mode et publicité
Ses campagnes publicitaires pour Charles Jourdan, de 1967 à 1981, l'ont fait connaître du grand-public.
- 1957 : première campagne de publicité pour les chaussures Charles Jourdan.
- 1970 : campagne publicitaire pour le maquillage des parfums Christian Dior[8].
- 1973 : campagne publicitaire pour l'Agence Mafia, Paris.
- 1975 : campagne publicitaire pour Issey Miyake.
- 1976 : catalogue de Lingerie Sighs et Whispers pour Bloomingdale's, New York.
- 1976 : campagnes publicitaires pour Baila, Gianfranco Ferré, Complice & Callaghan, Gianni Versace et Loewe.
- 1978 : campagne publicitaire pour Claude Montana.
- 1978 : calendrier pour Issey Miyake et Yashica.
- 1980 : calendrier pour Pentax.
- 1981 : dernière campagne publicitaire pour Charles Jourdan.
- 1982 : campagne publicitaire pour Gianfranco Ferré, Lancetti et Rolet Pierre.
- 1985 : campagne publicitaire pour Emanuel Ungaro.
- 1987 : campagne publicitaire pour Révillon et Chanel.

## Expositions
- 1957 : exposition collective Vogue, International Photography Biennale, Venise.
- 1961 : Salon international du portrait photographique.
- 1969 : exposition collective L'insolite et la mode à la galerie Delpire, Paris.
- 1977 : exposition itinérante The History of Fashion Photography : International Museum of Photography, George Eastman House, Rochester, New York ; San Francisco Museum of Modern Art.
- 1978 : participation au Salon Photokina 78, Cologne.
- 1981 : exposition collective aux Rencontres internationales de la photographie d'Arles.
- 1982 : exposition collective Color as Form à l'International Museum of Photography, New York.
- 1986 : participation au Salon Photokina 86, Cologne.
- 1988 : participation à la Triennale internationale de la photographie, Paris.

## Collections publiques
États-Unis
- New York :
  - Centre international de la photographie.
  - Museum of Modern Art.
- Houston, musée des Beaux-Arts.
- Los Angeles, Getty Museum.
- San Francisco, musée d'Art moderne.

Royaume-Uni
- Londres :
  - Tate : 27 œuvres acquises en 2014.
  - Victoria and Albert Museum.

## Style
Son œuvre se caractérise par des images troublantes, souvent provocatrices et pourtant mystérieuses, qui ont instauré un changement radical dans la manière d'aborder les séries de mode et les campagnes publicitaires. Nicolle Meyer, mannequin et muse du photographe de 1977 à 1980, qualifie l'univers du photographe de « surréaliste, théâtral et désinhibé ».
Les modèles sont souvent malmenés, posant dans des positions provocantes et inconfortables dans des décors claustro-phobiques,. Le sexe et la violence sont au cœur de son œuvre. D'après Francine Crescent, ancienne rédactrice en chef de Vogue : 

« Le travail de Guy Bourdin traite de la vie. Il savait avant tout le monde que le sexe et la violence allaient devenir les facteurs les plus importants de notre société. Mais je ne pense pas que ce qui l’intéressait, ce qu’il voulait décrire, c’était la vie. »

La force des photographies de Guy Bourdin ne repose pas uniquement sur l'univers qu'elle met en scène mais aussi sur la maîtrise des outils techniques dont il disposait et qu'il poussait au-delà de leurs limites par son obstination à parvenir au résultat souhaité. Ses images, très soigneusement composées, sont éclairées crûment et les couleurs sont très saturées. Ses photographies racontent une histoire et troublent le spectateur : 

« Le goût du cadrage, la saturation des couleurs, avec un rouge omniprésent et l’utilisation des mannequins renvoient au septième art. Le mystère qui en découle rappelle les films de David Lynch, esthétiquement proches de la perfection, jamais limpides sur le fond. »

## Postérité
Trois ans après la disparition du photographe, le journaliste de The New Yorker faisait un constat suivant sur la notoriété du photographe au début des années 1990 : 

« Il était le plus innovant des voyeurs. Puis son style s'est démodé et il est tombé dans l'oubli. À présent, un retour en grâce parfaitement Bourdinesque est en route. »

Force est de constater que cette route fut longue et semée d'embûches, pour les héritiers du photographe. Ce n'est que dix ans plus tard que les rétrospectives des œuvres du photographe ont fait le tour du monde. Le documentaire consacré au photographe et réalisé par l'assistant de Guy Bourdin, Sean Brandt retrace aussi ce parcours de combattant du fils de l'artiste.
L'héritage de Guy Bourdin — 6 000 photographies et 12 heures de rushes de films privés réalisés par Bourdin — est géré par The Guy Bourdin Estate qui a confié la représentation exclusive du photographe à la Louise Alexander Gallery.

### Influences et appropriations
Dès son vivant, l’œuvre de Guy Bourdin a exercé une influence notable sur de nombreux photographes et artistes. Parmi les photographes dont il a influencé le style, sont cités : Juergen Teller, Terry Richardson. Mert Alas and Marcus Piggott, Jean-Baptiste Mondino, Nick Knight et David LaChapelle reconnaissent être des admirateurs de ses clichés. Pour les besoins du documentaire When the Sky Falls: The Myth of Guy Bourdin, Sean Brandt a recueilli les témoignages d'artistes contemporains et de pairs de Bourdin, tels que Annie Leibovitz, Oliviero Toscani, Araki, Jean Paul Goude, Sarah Moon, Nan Goldin, Paolo Roversi, Steve Hiett, Ellen von Unwerth, David Bailey, Terry Richardson, Nick Knight, Albert Watson et Grace Coddington. Comme eux, des cinéastes témoignent de l'influence de Bourdin sur leur travail, comme David Puttnam, Jim Jarmusch, Chris Doyle et Agnès Varda, mais aussi des stylistes tels que Karl Lagerfeld, Tom Ford, Sonia Rykiel, Emmanuel Ungaro, Marc Jacobs et Alber Elbaz.
Son œuvre ne cesse d'inspirer, voire de faire l'objet de « réappropriations inappropriées ». Ainsi, le clip vidéo de la chanson Hollywood de Madonna (2003), réalisé par Jean-Baptiste Mondino, par exemple, est directement inspiré du travail de Bourdin, voire plagié, au point que le fils de celui-ci, Samuel Bourdin, a porté l'affaire en justice,.
Coïncidence de calendrier peut-être, la réminiscence des clichés du photographe dans le clip de la star américaine correspond à sa première rétrospective posthume au Victoria and Albert Museum à Londres. La chanteuse a visité cette rétrospective une semaine avant le début du vidéo-clip dans lequel, d'après le plaignant, au moins 11 photographies de Guy Bourdin ont été réutilisées. La même année voit la première publication d'une sélection de ses images, réunies dans un album (Exibit A : Guy Bourdin).
Grâce au travail de promotion de son œuvre réalisé après sa disparition par des galeries, musées et maisons d'édition, son impact artistique s'étend au-delà de l'Occident et fait objet d'un intérêt grandissant.

### Expositions posthumes
- 2003 : The Retrospective, Victoria and Albert Museum, Londres[23].
- 2004 : The Retrospective, National Gallery Victoria, Melbourne ; Jeu de Paume, Paris ; FOAM, Amsterdam.
- 2005 : The Retrospective, NRW, Dusseldorf ; National Art Museum of China, Pékin.
- 2006 : The Retrospective, Musée des beaux-arts de Shanghai ; Tokyo Met Museum of Photography ; Daimaru Umeda Museum, Osaka.
- 2006 : A Message for You (« Un message pour toi »), Phillips de Pury (New York) ; Peggy Guggenheim (Venise) ; HSBC Foundation (Paris) ; Hollywood Centre, (Hong Kong) ; Today’s Art Museum (Pékin).
- 2008 : The Retrospective, KunstHausWein (Vienne) ; FotoMuseum, (Anvers).
- 2009 : The Retrospective, Moscow House of Photograph (Moscou) ; MUBE (São Paolo).
- 2009 : A Message for You (« Un message pour toi »), Gallery Carla Sozzani, Milan.
- 2009 : Unseen: Guy Bourdin (« Inédit : Guy Bourdin »), The Wapping Project, London[19],[24],[25].
- 2009 : Invité (photographe à l'honneur) Festival international de la photographie de mode, Cannes[26].
- 2009 : Ses films, Le Bon Marché, Paris.
- 2010 : A Message for You (« Un message pour toi »), Canal Isabel II, Madrid.
- 2010 : Ses films, 10 Corso Como, Séoul.
- 2010 : In Between, French Consulate, New York.
- 2011 : The Retrospective, Museu de Arte Contemporânea, Porto Alegre.
- 2013 : Untouched, Rencontres de la photographie, Arles[27].
- 2013 : Retrospektiv, Deichtorhallen, Hambourg.
- 2014 : Guy Bourdin: Selection of works from the gallery collection [Guy Bourdin : œuvres choisies dans la collection de la galerie], Louise Alexander Gallery, Porto Cervo.
- 2014-2015 : Guy Bourdin: Image Maker [Guy Bourdin : Créateur d'images], Somerset House, Londres[18].
- 2015 : Guy Bourdin: Avant-Garde, Fotografiska, Stockholm, Suède.
- 2016 : Exposition collective, Tate, Londres, Royaume-Uni.
- 2016 : Guy Bourdin: The Portraits, Louise Alexander Gallery et le Studio des Acacias, Paris.
- 2017 : Femininities - Guy Bourdin, Maison Chloé, Paris.
- 2017 : Rétrospective - Guy Bourdin, Helmut Newton Foundation, Berlin, Allemagne.
- 2018 : Exposition collective Icons of style, Getty, Londres, Royaume-Uni.
- 2019 : Exposition Guy Bourdin, Zoom, Musée de la photographie Charles Nègre, Nice.

## Récompenses
- 1985 : Grand Prix national de la photographie du ministère de la Culture, prix refusé par le photographe.
- 1988 : prix de la photographie appliquée.
- 1988 : Infinity Award (pour sa campagne publicitaire Chanel en 1987) de l'International Center of Photography, New York, remis par Annie Leibovitz.

#### Albums, catalogues d'exposition
- Guy Bourdin, Miami, Fashion Eye, Louis Vuitton, 2016  (ISBN 978-0224062046).
- (en) Guy Bourdin : Britain by Cadillac, Somerset House Trust, 2014.
- Guy Bourdin : In Between, Steidl, 2010, 265 p. (ISBN 978-3-86930-033-7).
- (de) Guy Bourdin (Stern Fotographie Portfolio)  (trad. de l'allemand), Kempen/London/Henrichemont etc., Stern, 2010, 94 p. (ISBN 978-3-652-00002-4).
- Guy Bourdin, Polaroïds, Paris, Éditions Xavier Barral, 2009, 128 p., 128 ph. (ISBN 978-2-915173-56-7).
- Gilles de Bure, Guy Bourdin, Arles, Actes Sud, coll. « Photo poche », 2008, 66 p., broché (ISBN 978-2-7427-6539-3 et 2-7427-6539-5).
- Alison Gingeras (trad. de l'anglais), Guy Bourdin, Londres/Paris, Phaidon, coll. « Photographie », 2006, 55 p., broché (ISBN 0-7148-5806-4).
- Exhibit A : Guy Bourdin, Jonathan Cape Ltd, 2003, 208 p. (ISBN 978-0-224-06204-6).

#### Albums et témoignages
- Nicolle Meyer (curated & written by), Shelly Verthime (edited by), Guy Bourdin : A Message For You, vol. 2, Steidl Dangin, 2006 (ISBN 3-86521-197-6).

#### Ouvrages et articles critiques
- Alison M. Gingeras, Guy Bourdin, Phaidon, 2013.
- Christian Caujolle, « BOURDIN GUY - (1928-1991) », Encyclopædia Universalis [en ligne],‎ 2015 (lire en ligne).
- A Message For You, Steidl, 2013  (ISBN 978-3869305516).
- In Between, Steidl, 2010  (ISBN 978-3-86930-033-7).

#### Filmographie
- Nicola Roberts, Dream Girls: The Photographs of Guy Bourdin, BBC, 1996.